# 2014年夏季青年奧林匹克運動會羽球比賽
2014年夏季青年奧林匹克運動會羽毛球比賽為第二屆夏季青年奧林匹克運動會的其中一項競賽項目，共產生三面金牌；賽事於2014年8月17日至8月22日在南京體育學院舉行。这届赛事首次增添了混合双打的新项目，在个人项目上则设置男子单打和女子单打两个项目。

## 參賽資格
共56位選手，男女各半，主要由2014年5月2日公布的世界青年排名來決定。
運動員必須是於1996年1月1日至1999年12月31日出生才有參加青年奧運的資格。

## 獎牌榜

### 國家獎牌榜
| 排名 | 国家／地区 | 金牌 | 银牌 | 铜牌 | 總數 |
| ---- | ---------- | ---- | ---- | ---- | ---- |
| 1    | 中国       | 2    | 1    | 0.5  | 3.5  |
| 2    | 马来西亚   | 0.5  | 0    | 0    | 0.5  |
| 2    | 中国香港   | 0.5  | 0    | 0    | 0.5  |
| 4    | 日本       | 0    | 1.5  | 0    | 1.5  |
| 5    | 中华台北   | 0    | 0.5  | 0    | 0.5  |
| 6    | 印度尼西亚 | 0    | 0    | 1    | 1    |
| 6    | 泰国       | 0    | 0    | 1    | 1    |
| 8    | 斯里兰卡   | 0    | 0    | 0.5  | 0.5  |
| 總計 | 總計       | 3    | 3    | 3    | 9    |

## 各項成績
| 項目              | 金牌                                                | 银牌                                              | 铜牌                                                 |
| 男子單打 （詳細） | 石宇奇 · 中国（CHN）                                | 林貴埔 · 中国（CHN）                              | 安东尼·金廷 · 印度尼西亚（INA）                      |
| 女子單打 （詳細） | 何冰娇 · 中国（CHN）                                | 山口茜 · 日本（JPN）                              | 布桑兰·恩布鲁庞 · 泰国（THA）                        |
| 混合雙打 （詳細） | 詹俊為 · 马来西亚（MAS） · 吳芷柔 · 中国香港（HKG） | 常山幹太 · 日本（JPN） · 李佳馨 · 中华台北（TPE） | 萨钦·迪亚斯 · 斯里兰卡（SRI） · 何冰娇 · 中国（CHN） |